# さとうこうじ
さとう こうじ（本名：佐藤 浩二（読み同じ）、1963年9月14日 - ）は、日本の俳優。岡山県岡山市出身。岡山県立岡山芳泉高等学校、早稲田大学卒業。血液型O型。身長152cm。
早稲田大学在学中から演劇活動を始める。卒業後は劇団には属さず、小劇場から大劇場まで様々な劇団、プロデュース公演に参加している。
漫画家松本大洋の「鉄コン筋クリート」の舞台版、松本大洋が舞台の為に描き下した漫画「花」、松本大洋が初めて書いた戯曲「メザスヒカリノサキ二アルモノ若しくはパラダイス」ではメインの役を演じている。
映画でのデビューは『トキワ荘の青春』の石ノ森章太郎役。市川準、堤幸彦監督のドラマや映画に出演。

## 出演作品

### 映画
- トキワ荘の青春（1995年）石ノ森章太郎役
- 愚か者 傷だらけの天使（1998年）
- ざわざわ下北沢（2000年）
- 惨劇館 夢子（2001年）
- 溺れる魚（2001年）
- ワイルド・フラワーズ（2004年）
- VR勇者さくら（2019年)　180度VR・3D映像
- ７　NANA（2021年）
- トキワ荘の青春 デジタルリマスター版（2021年）全国公開

### テレビ
- 幻想ミッドナイト #3 風が吹いたら桶屋がもうかる （1997年）
- なっちゃん家（1998年）
- 多重人格探偵サイコ（1999年）
- ブラック・ジャック（2000年）
- TRICK 第6話（2000年8月18日、テレビ朝日） - 警察官 役
- ルーキー!（2001年）
- 四谷くんと大塚くん/天才少年探偵登場の巻（2004年）

### 舞台
- 「もっと泣いてよフラッパー」自由劇場（1990年）
- 「ラブゲーム」加藤健一事務所（1991年）
- 「もっと泣いてよフラッパー」自由劇場
- 「カッコーの巣の上を」加藤健一事務所
- 「もっと泣いてよフラッパー」自由劇場（1992年）
- 「コメディアピノッキオ」自由劇場
- 「クスコ」自由劇場（1993年）
- 「三人姉妹」加藤健一事務所
- 「夏の夜の夢」シアターコクーン（1994年）
- 「蟲の生活」自由劇場（1995年）
- 劇団黒テント『鉄コン筋クリート ―宝町ダンス―』
- パルコ劇場『青空のある限り』（1996年）
- シアターコクーン『零れる果実』（1996年）
- シアターコクーン『トゥーランドット』（1997年）
- シアターコクーン『ロミオとジュリエット』（1998年）
- 劇団黒テント『花』（1998年）
- セゾン劇場『KUNISADA　国定忠治』（1999年）
- 劇団黒テント『メザスヒカリノサキニアルモノ若しくはパラダイス』（2000、2001、2006年）
- シアタートラム『アメリカ』（2001年）
- 加藤健一事務所『バッファローの月』（2002、2004年）
- 流山児★事務所『書を捨てよ町へ出よう』（2003年）
- 新橋演舞場『空想万年サーカス団』（2004年）
- 音楽劇『コーカサスの白墨の輪』（2005年）
- 流山児★事務所『SMOKE』（2005年）
- 加藤健一事務所『エキスポ』（2006年）
- シアターコクーン・オンレパートリー2006『白夜の女騎士』（2006年）
- 加藤健一事務所『特急二十世紀』（2007年）
- 壱組印『やや黄色い熱をおびた旅人』（2007年）
- 流山児事務所『オッペケペ』（2007年）
- ザ・ガジラ『新・雨月物語』（2008年）
- 壱組印『小林秀雄先生来る。』（2008年）
- 流山児事務所『双葉のレッスン』（2008年）
- まつもと市民芸術館『ウル・ファウスト』　（2008年）
- 流山児事務所『ドブネズミたちの眠り』（2008年）
- ホリプロ『炎の人』（2009年）         ロートレック役
- 流山児★事務所『田園に死す』(2009年)
- 流山児★事務所『お岩幽霊』（2010年）
- 壱組印『劇、ということ』（2010年）
- まつもと市民芸術館主催『FAUST2010inCHINO』（2010年）
- 燐光群『3分間の女の一生』(2010年)
- 座高円寺『戦争戯曲集』（2011年）
- 燐光群『だるまさんがころんだ』（2011年）
- ホリプロ『炎の人』（2011年）　　ロートレック役
- 流山児★事務所『田園に死す』（2012年）
- まつもと市民芸術館主催『K.ファウスト』演出・串田和美
- 流山児★事務所『地球空洞説』
- 燐光群『帰還』（2013年）
- ホリプロこまつ座『それからのブンとフン』
- 流山児★事務所『無頼漢』
- 流山児★事務所『田園に死す』（2014年）
- ホリプロ『ピーターパン』
- 燐光群『8分間』
- 龍昇企画+温泉ドラゴン共同企画『カム伝』（2015年）
- ホリプロ『ピーターパン』
- 燐光群『お召し列車』
- ホリプロ『ピーターパン』（2016年）
- シアターコクーン『メトロポリス』
- 「王将」  (2017)
- 「ブランキ殺し　上海の春」流山児事務所
- 「九月、東京の路上で」燐光群（2018年）
- 「Out of Order」加藤健一事務所
- 「サイパンの約束」燐光群
- 「九月、東京の路上で」（2019年）
- ホリプロ「ねじまき鳥クロニクル」（2020年）
- 「天神さまのほそみち」燐光群
- 「草の家」(2021年)
- 「別役実短編集　眠っちゃいけない子守歌」
- 「７NANA」
- 「シアトルのフクシマ・サケ（仮）」
- 「夢・桃中軒牛右衛門の」（孫文役）流山児事務所（2022年）
- 「ねじまき鳥クロニクル」演出・インバル・ピント（2023年）
- 「田園に死す」演出・天野天街（2024年）
- フライングシアター自由劇場『ガード下のオイディプス』[1]
- フライングシアター自由劇場『西に黄色のラプソディ』演出・串田和美（2025年公演予定）[2]

### CM
- ヤマト運輸・クール宅急便
- キリン・ラガービール
- マクドナルド（ラジオ）